# الظهبى (الشعر)

تعديل مصدري - تعديل

الظهبى هي إحدى قرى عزلة بيت الصائدي بمديرية الشعر التابعة لمحافظة إب، بلغ تعداد سكانها 781 نسمة حسب تعداد اليمن لعام 2004.